# Radici nel Cemento
Le Radici nel Cemento è un gruppo reggae italiano originario di Fiumicino (Roma), comparso nella scena reggae italiana nel 1993.

## Storia
La band nasce in prossimità del litorale romano, nel 1993. All'inizio il nome del gruppo era Roots in concrete.
Le sonorità sono per la maggior parte reggae, con chiare venature dub ed alcune variazioni più veloci (Rocksteady e Ska).
Nel maggio 1995 la formazione è stabile e il gruppo assume il nome definitivo di Radici nel cemento, e da qui iniziano i concerti dal vivo, soprattutto nelle zone di Roma e dintorni.
Nel 1996 esce il primo disco, che riporta il nome del gruppo, prodotto dalla Gridalo Forte Records. Subito si sente una sonorità reggae contaminata da altri ritmi, ma viene immediatamente molto apprezzata, tanto che i Radici nel cemento partono per un tour italiano con vari eventi anche in Francia, Spagna e Svizzera.
Nel 1997 il gruppo collabora con Charlie Anderson (The Selecter) e suonano in due concerti, a Roma.
Nel 1998, i Radici nel cemento accompagnano Laurel Aitken, il Padrino dello Ska. Nel corso dello stesso anno esce il secondo album del gruppo, Popoli in vendita preceduto dal singolo, Guns of Brixton, cover del celebre brano dei Clash, che vede la partecipazione di Laurel Aitken e Fermin Muguruza (Negu Gorriak, Kortatu).
A queste uscite segue un lungo tour italiano ed europeo, al quale viene anche presentato il primo videoclip della band, tratto dal brano Sogno Albanese.
Nel 2001 esce Alla rovescia, terzo disco del gruppo, dallo stile più vario rispetto ai precedenti. Tra le collaborazioni spiccano i nomi di Roy Paci e Madaski (Africa Unite); alle tastiere e cori il contributo di Evy Arnesano.
Da Alla rovescia escono altri tre videoclip: Alla rovescia, Pappa e ciccia e Echelon.
Nel successivo tour vanno ricordate in particolare le esibizioni al Palavobis di Milano come gruppo spalla degli UB40, e al Rototom Sunsplash come band di supporto di Alton Ellis.
Nel 2004, in collaborazione con la V2 Records esce Occhio!, quinto album registrato in studio del gruppo. Da questo disco viene tratto anche il quinto videoclip del gruppo: Ansai come ce piace.
Nel settembre del 2005 il gruppo registra l'album uscito nel maggio del 2006, dal titolo Ancora non è finita. Nel marzo 2008 il gruppo annuncia, durante un'esibizione, un nuovo tour in concomitanza con l'uscita del nuovo album, Il paese di Pulcinella.
Dopo l'uscita di Adriano Bono, la band si riassesta con la leadership di Rastablanco e nel 2011 produce il suo primo album live, Fiesta, che contiene i principali successi della band registrati durante il tour del 2010.
Nel 2013 esce Sette, settimo lavoro in studio, accompagnato da una serie di singoli: Soleluna, Libera, Quello che io cerco, Movimento lento, Se voi cambia' e L'acqua.
Attualmente la band è capitanata da Rastablanco e Rugantino nel doppio ruolo di cantanti - chitarristi e si appresta a lavorare sul nuovo album previsto in uscita nel 2017. Nell'attesa è uscito un singolo con relativo videoclip, La ginnastica der core, datato estate 2016.
Nel 2018 pubblicano l'album Fuego y Corazòn.

## Formazione
- Rastablanco - voce, chitarra, cori
- Rugantino - chitarra, voce, cori
- Christian Simone - sax
- Pierfrancesco Cacace - sax
- Vincenzo Caristia - batteria
- Bruno Avramo - mixing - dub fx
- Michele Fortunato (Trombonhero) - trombone

Ex-membri:
- Willy Tonna - tastiere
- Giuliano Lucarini - percussioni
- Giovanni Graziosi - batteria, percussioni
- Ivan Benini - batteria
- Adriano Bono - voce, ukulele, flauto, cori (1993-2009)
- Federico Re - percussioni

## Cover di brani di altri artisti
Nel disco Ancora non è finita sono presenti due cover: Mi vendo di Renato Zero, ri-arrangiata in chiave ska e Skarabiniere, pezzo ska dei primi anni novanta dei Filo da Torcere, disciolta band ska romana; il pezzo originale dei Filo da Torcere uscì per la prima volta sulla raccolta Balla e difendi, disco pubblicato nel 1991 dall'etichetta Gridalo Forte Records con brani di 4 band romane: Filo da Torcere, Banda Bassotti, AK47 e Red House. L'album live Fiesta contiene l'omonimo brano dei Pogues rivisitato in chiave ska.

## Discografia

### Album studio
- 1996 - Radici nel cemento (Gridalo Forte Records, GFR 014)
- 1998 - Popoli in vendita (Gridalo Forte Records, GFR 028)
- 2001 - Alla rovescia (Bloom Produzioni, BP 010)
- 2004 - Occhio! (V2 Records, VVR1026202)
- 2006 - Ancora non è finita (V2 Records, VVR1039982)
- 2008 - Il paese di Pulcinella (RNC Produzioni, RNC 006)
- 2013 - 7 (RNC Produzioni, RNC 014)
- 2018 - Fuego y Corazòn (Goodfellas, GF2801)

### Live
- 2011 - Fiesta! (RNC Produzioni, RNC 010)

### Singoli
- 1998 - Guns of Brixton feat. Laurel Aitken & Fermin Muguruza (Gridalo Forte Records)
- 2006 - Mi vendo
- 2007 - Bella ciccia

### Singoli digitali
- 2016 - La ginnastica der core
- 2018 - Il valore del lavoro vero
- 2023 - Music biz
- 2024 - Nuove vibrazioni

### Raccolte Autori Vari
- 1997 - Para todos todo nada para nosotros con il brano Tuoni e lampi (Gridalo Forte Records)
- 1997 - Punk reggae party con il brano Quietness (Gridalo Forte Records)
- 1997 - Vibrazioni dal basso con il brano Water Is Falling (autoproduzione CSOA "Auro e Marco")
- 1999 - Radical Mestizo Dospuntomil con il brano E io ero Sandokan (revelde Discos)
- 2001 - Reggae Sunsplash Vol. 1 Ital Reggae con il brano Echelon (solo digitale?)
- 2003 - Si reggae forte con il brano Dedi dub (Fattoria Sonora Records)
- 2006 - Strummer. A Clash Tribute con il brano Guns of Brixton - 2006 version- (Raged Records/Goodfellas)
- 2016 - Renoize (con il brano Unite)

### Partecipazione in album di altri artisti
- 1999 - Brigadistak sound system di Fermin Muguruza (nella traccia 1 Urrun)

## Videografia

### Videoclip
- Sogno Albanese (Mario Balsamo, 1999)
- Alla rovescia (Francesco Ciani, 2001)
- Pappa e ciccia (Francesco Ciani, 2002)
- Echelon (Ketafilm, 2003)
- Ansai come ce piace (Francesco Ciani, 2004)
- Bella ciccia (Fabio Pagani, 2007)
- L'acqua (autoproduzione 2011)
- Libera (Alfredo Villa, Gianluca Spiridigliozzi, Luca De Tommaso 2012)
- Movimento Lento (Nicotina prod. , 2014)
- Se voi cambia' (Skip produz. , F. Bensi, 2015)
- La ginnastica der core (Skip produz. , F. Bensi, 2016)
- Turbolenze (Thunderslap produz. / RnC, 2019)